# Дворцов, Владимир Гаврилович
Владимир Гаврилович Дворцов (3 января 1924, Люблино, Московская область (ныне — в черте Москвы)) — советский футболист, выступавший на позиции левого и опорного полузащитника. Сыграл два матча в высшей лиге СССР.

## Биография
Воспитанник юношеской команды люблинского «Локомотива», первые тренеры — Василий Михайлович Кудрявцев и Виктор Иванович Татарников. В 1942 году был призван во внутренние войска, служил на Дальнем Востоке. После окончания войны стал выступать за динамовские команды из Читы и Хабаровска. В 1947 году в составе хабаровского «Динамо» стал обладателем Кубка РСФСР среди коллективов физкультуры.
С 1951 года выступал за дубль московского «Динамо», был его капитаном. Всего в первенстве дублёров сыграл 40 матчей. В основной команде бело-голубых дебютировал 7 октября 1952 года в матче высшей лиги против тбилисских одноклубников, выйдя на замену на 75-й минуте вместо Сергея Сальникова. Всего в главной команде «Динамо» сыграл два матча в чемпионатах страны — по одному в 1952 и 1953 году.
В 1953 году получил травму мениска и ушёл из «Динамо», после чего выступал за московский «Химик». Также играл за владимирское «Торпедо»[уточнить]. После окончания игровой карьеры работал тренером в люблинском «Локомотиве».